# 長野朝日放送
長野朝日放送株式會社（日语：／ Nagano Asahi Hōsō */?）是日本的一家以長野縣為放送地域的電視台，是朝日電視台系列聯播網ANN的成員。開播于1991年4月1日。簡稱為abn。在其開播時本欲采用「NAB」（Nagano Asahi Broadcasting Co.,Ltd.）之名，但因日本民間放送聯盟的簡稱（National Association of Commercial Broadcasters in Japan）亦為NAB，故改為abn。

## 外部連結
- abn 長野朝日放送 （页面存档备份，存于）
- YouTube上的abn5ch頻道
- 長野朝日放送的Twitter （页面存档备份，存于）